# Iliotona markushevae
Iliotona markushevae – gatunek chrząszcza z rodziny gnilikowatych.
Chrząszcz o podługowato owalnym ciele długości od 8,1 do 10,9 mm. Ubarwiony błyszcząco czarno z szarymi buławkami czułków. Na bardzo masywnej głowie ma dwa głębokie rzędy na czole, rzędy nadoczne sięgające przednich krawędzi oczu i wklęsły nadustek. Proste, nieco tylko na wierzchołku zakrzywione żuwaczki są od 1,5 do 1,7 razy dłuższe od głowy. Sześciokątne przedplecze ma silnie wystające boki, szerokie i głębokie rzędy marginalne, bardzo rzadkie punktowanie i parę płytkich wgnieceń. Rzędy grzbietowe pierwszy i drugi pokryw są szczątkowe, obecne u nasady, zaś rzędy subhumeralne ciągną się od wierzchołków po ramiona. Pygidium jest matowe i nieobrzeżone.
Znane okazy tego owada pochodzą z kolczastego, przypominającego katingę lasu porastającego wybrzeże morskie kubańskiej prowincji Matanzas. Chrząszcze znaleziono w rozkładających się korzeniach endemicznego dla Kuby kaktusa Dendrocereus nudiflorus.